# Coxapopha carinata
Coxapopha carinata là một loài nhện trong họ Oonopidae.
Loài này thuộc chi Coxapopha. Coxapopha carinata được miêu tả năm 2004 bởi Ott & Antonio D. Brescovit.